# Väder-Annika
Väder-Annika var en figur i SR P3 som gjordes av Anna Mannheimer. Första gången hon dök upp var i Morgonpasset där hon egentligen skulle ha presenterat väderprognosen men alltid pratade om något annat. Anna Mannheimers och Tomas Tengbys sätt att göra sketcherna, där Anna spelade in Väder-Annikas repliker på band och lämnade luckor där Tomas (som aldrig lyssnade på inspelningen i förväg) skulle svara, skapade Väder-Annikas typiska världsfrånvända och något burdusa stil.
Väder-Annika spelade även in en singel 1996, Uteliggardjuren (till melodin av Blame it on the bossa nova), som blev en mindre hit och som högst nådde åttondeplatsen på den svenska försäljningslistan vecka 3 1996. B-sida på singeln är den cover på Idde Schultz Fiskarna i haven som var den första låt som Väder-Annika framförde i radion.
Efter Morgonpasset fortsatte Väder-Annika till programmet Rally där hon blev en institution under större delen av programmets tid. I Rally vidareutvecklade Väder-Annika det patos för de stackars djuren i naturen som hon visat på i Uteliggardjuren med bland annat sånger som En liten bit av Annika (Mambo No. 5) och Överkörda djur (Okända djur).
"Läder-Annikas" version av Gyllene Tiders Gå & fiska!, Slå och smiska (tillägnad Anders Lundin som var gästartist i sändningen) från augusti 1996 orsakade skandalrubriker i kvällstidningarna. När låten skulle spelas in för en skivutgåva ville inte Per Gessle ge sitt medgivande till detta och den version som spelades in fick därför en ny, snarlik melodi för att kringgå upphovsrätten.